# Marie Auguste Lauzet

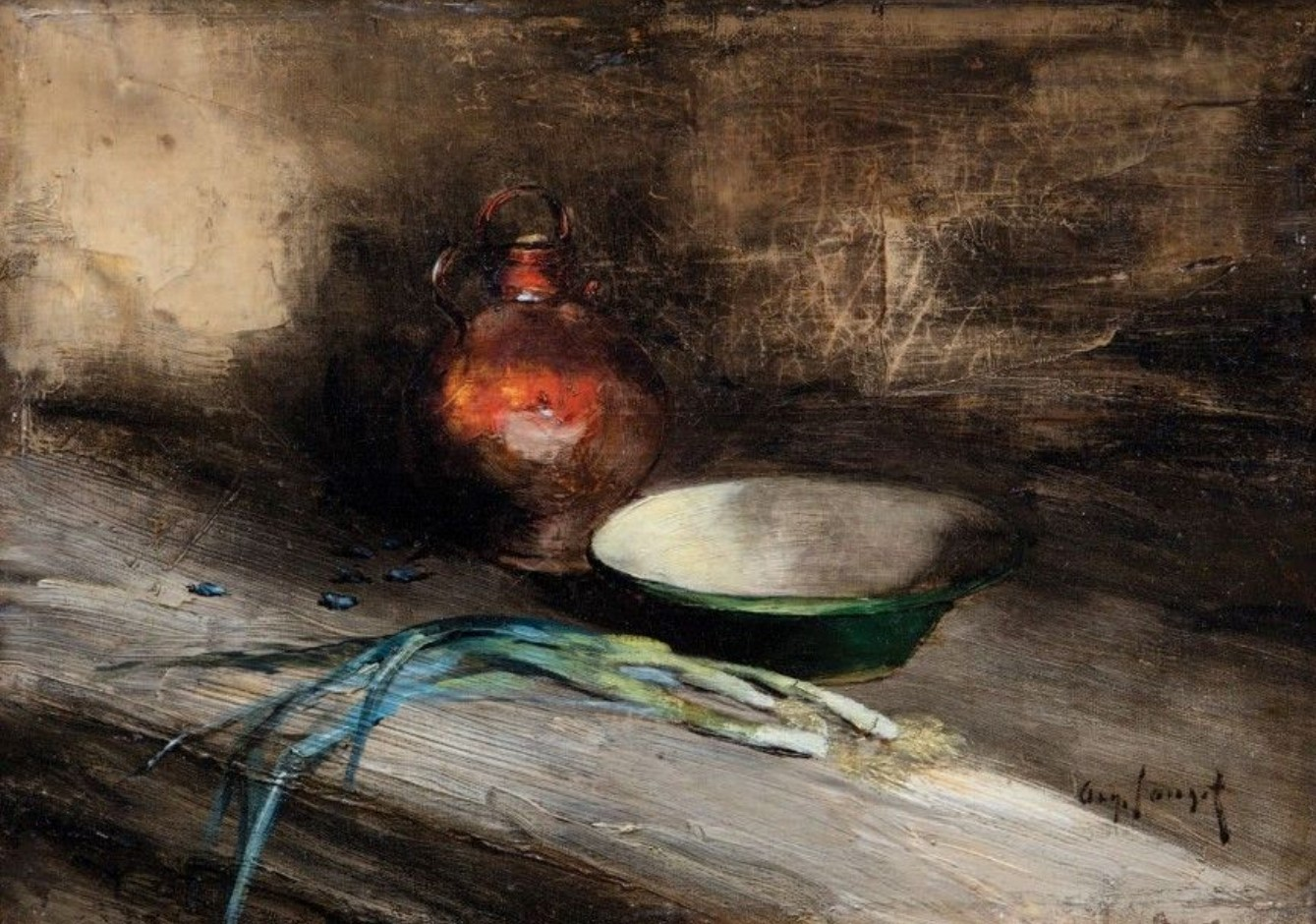
Marie Auguste Lauzet:
Stillleben mit Lauch

Marie Auguste Lauzet, genannt Auguste Lauzet, (geboren am 12. August 1863 in Marseille; gestorben am 29. September 1898 in Aubagne) war ein französischer Maler und Radierer.

## Leben
Marie Auguste Lauzet kam als Sohn des Arztes François André Marius Lauzet und seiner Frau Louise Rose, geborene Olive, in Marseille zur Welt. Durch den Großvater mütterlicherseits, den Drucker Jean-Baptiste Marius Joseph Olive, kam Lauzet bereits als Kind mit grafischen Arbeitsmethoden in Berührung. Später wurde er vor allem als Stecher von Radierungen und Lithografien bekannt.
1889–1890 fertigte Lauzet Drucke nach Werken der Maler Monticelli und Vincent van Gogh an. Zu van Goghs Werk hatte er Zugang über dessen Bruder Theo. Im Briefwechsel zwischen Vincent und Theo van Gogh wird wiederholt auf Lauzet Bezug genommen. Durch den Maler Émile Bernard ist in einem Brief überliefert, dass Lauzet einer der wenigen Künstler war, die an Vincent van Goghs Beerdigung 1890 in Auvers-sur-Oise teilnahmen.
Der Kunstkritiker Georges Lecomte veröffentlichte 1892 im Verlag Chamerot et Renouard die Abhandlung L’art impressionniste d’après la collection privée Durand-Ruel über die private Kunstsammlung der Kunsthändlers Paul Durand-Ruel. Hierzu gehörten 25 Drucke nach überwiegend impressionistischen Gemälden von Eugène Boudin, John-Lewis Brown, Mary Cassatt, Edgar Degas, Stanislas Lépine, Jean-Louis Forain, Édouard Manet, Claude Monet, Camille Pissarro, Auguste Renoir und Alfred Sisley.
Lauzet lebte mit der Malerin Jeanne Jaquemin zusammen in Sèvres. Gesundheitlich bereits angeschlagen reiste er mit Jacquemin zur weiteren Behandlung nach Aubagne, wo er 1898 im Alter von 35 Jahren starb. Zuvor hatte Jacquemin bei befreundeten Malern um Kunstwerke gebeten, die zu Gunsten von Lauzet versteigert werden sollten. Bei der Wohltätigkeitsauktion Tableaux, Aquarelles et Dessins, Sculptures, offerts par les Artistes à M. Lauzet im Hôtel Drouot am 8. Mai 1895 wurden unter anderen Werke von Claude Monet, Edgar Degas,  Camille Pissarro, Puvis de Chavannes und James Abbott McNeill Whistler versteigert.

## Veröffentlichungen
- Baussod, Valadon & Cie. (Hrsg.): Adolphe Monticelli: vingt planches d’après les tableaux originaux de Monticelli et deux portraits de l’artiste, Paris, 1890. (Illustrationen von Lauzet)
- Georges Lecomte: L’Art impressionniste d’après la collection privée de M. Durand-Ruel, Chamerot  et Renouard, Paris 1892. (Illustrationen von Lauzet)